# Вешина (Ђенова)
Вешина је насеље у Италији у округу Ђенова, региону Лигурија.
Према процени из 2011. у насељу је живело 49 становника. Насеље се налази на надморској висини од 257 м.